# Мбальмайо
Мбальма́йо (фр. Mbalmayo) — город на юге Центрального региона Камеруна, центр департамента Ньонг и Соо. Население 65,4 тыс. человек (данные 2001 года).

## География
Город расположен в 50 километрах к югу от Яунде и в 100 километрах к северо-востоку от города Эболова на берегах реки Ньонг. К городу проложена железнодорожная ветка, которая связывает его с Яунде.

## История
В соответствии с Соглашением между Правительством СССР и Правительством Камеруна о сотрудничестве в строительстве и оборудовании в Камеруне национальной сельскохозяйственной школы, заключённом 17 апреля 1966 года, в Мбальмайо была построена национальная лесотехническая школа для подготовки специалистов и рабочих в отраслях сельского хозяйства, лесного хозяйства и деревообработки, рассчитанная на 100 учащихся. На протяжении более 20 лет подготовку специалистов осуществляли советские преподаватели. В 1991 году СССР принял решение заморозить выделенный ранее кредит, предназначенный на развитие учебного заведения, его модернизацию и создание на его основе Национального института инженеров водного и лесного хозяйства. Камерунцы отказались заключить контракт на коммерческой основе, и советские преподаватели покинули лесотехническую школу, проекты остались нереализованными.

## Население

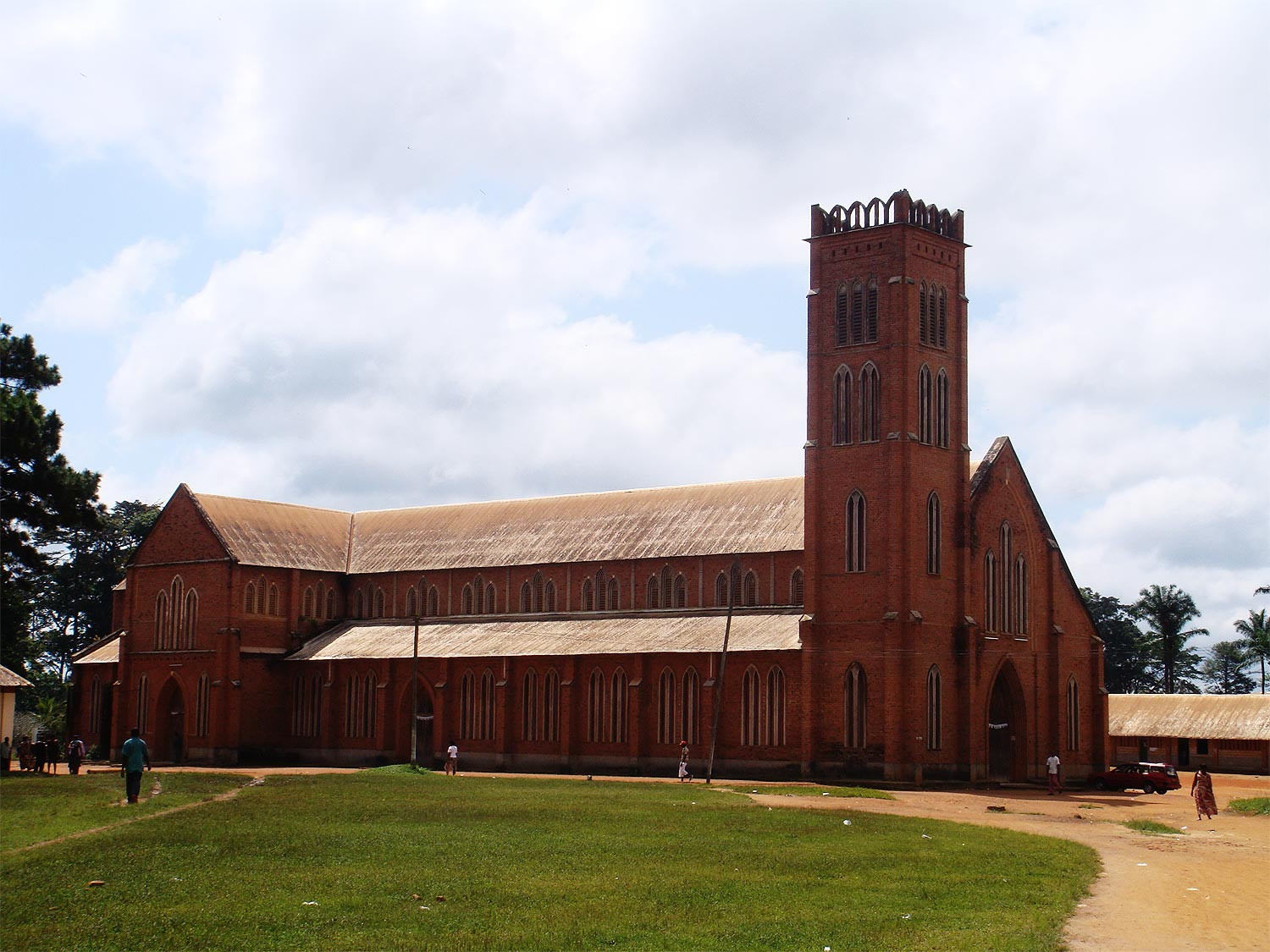
Кафедральный собор г. Мбальмайо

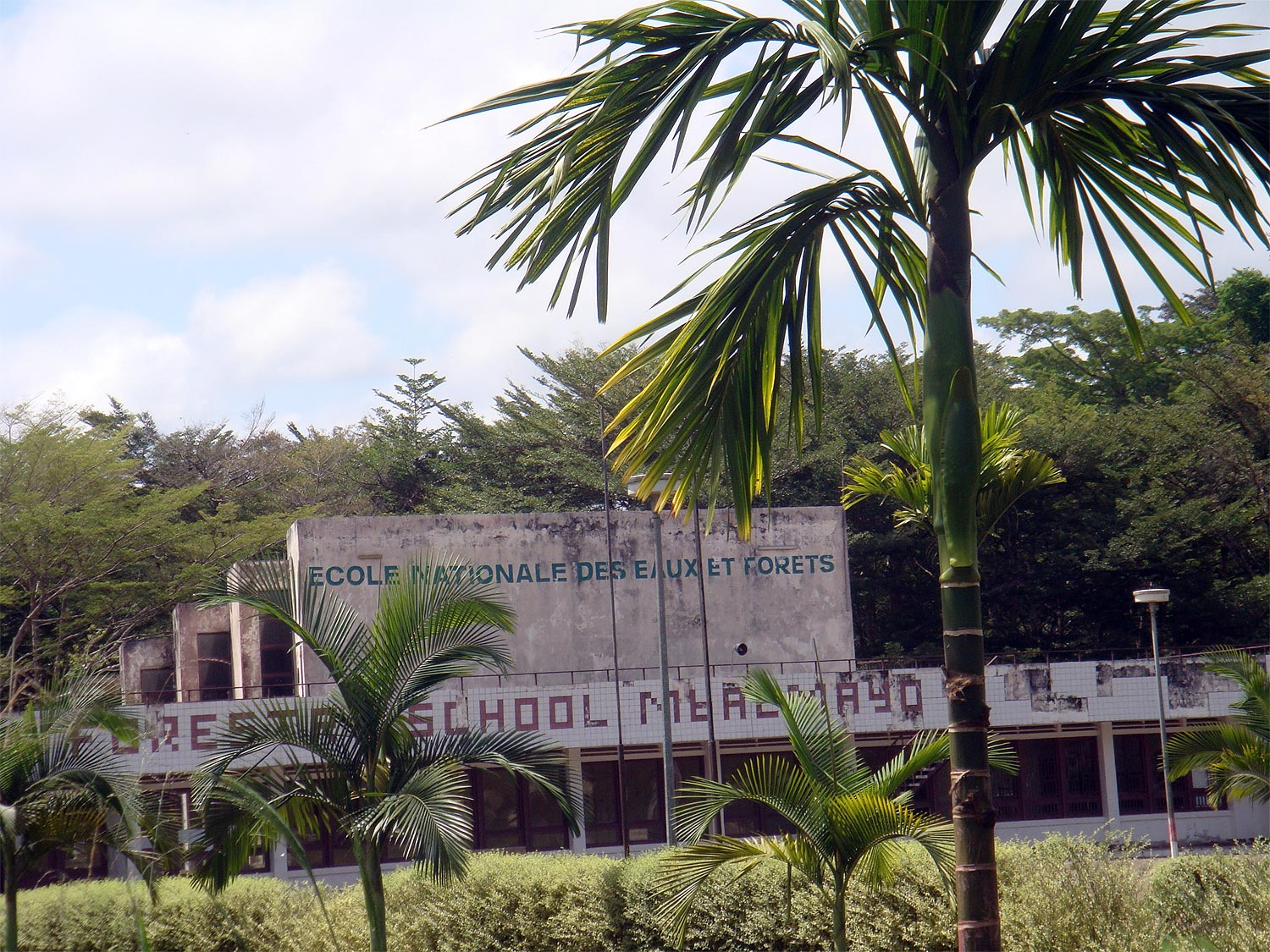
Лесотехническое училище г. Мбальмайо (октябрь 2009 г.)

| Численность населения по годам (тыс. чел.) |      |      |      |
| Дата оценки или переписи                   | 1987 | 2001 | 2008 |
| Численность населения                      | 35,4 | 65,4 | 88,7 |

## Религия
Основная религия жителей Мбальмайо — католицизм. Католиками являются приблизительно 60 % жителей Мбальмайо и его окрестностей. Мбальмайо — место пребывания епископа (с 24 июня 1961 года).

## Экономика
Мбальмайо — центр сельскохозяйственного района, образовательный центр региона. В городе развита лесная промышленность.

## Достопримечательности
- Кафедральный собор.